# Do varão nasceu a vara
"Do varão nasceu a vara" ou "Do tronco nasceu a rama" é o incipit de uma quadra popular incluída em diversas canções de Natal portuguesas.

## Datação e interpretação

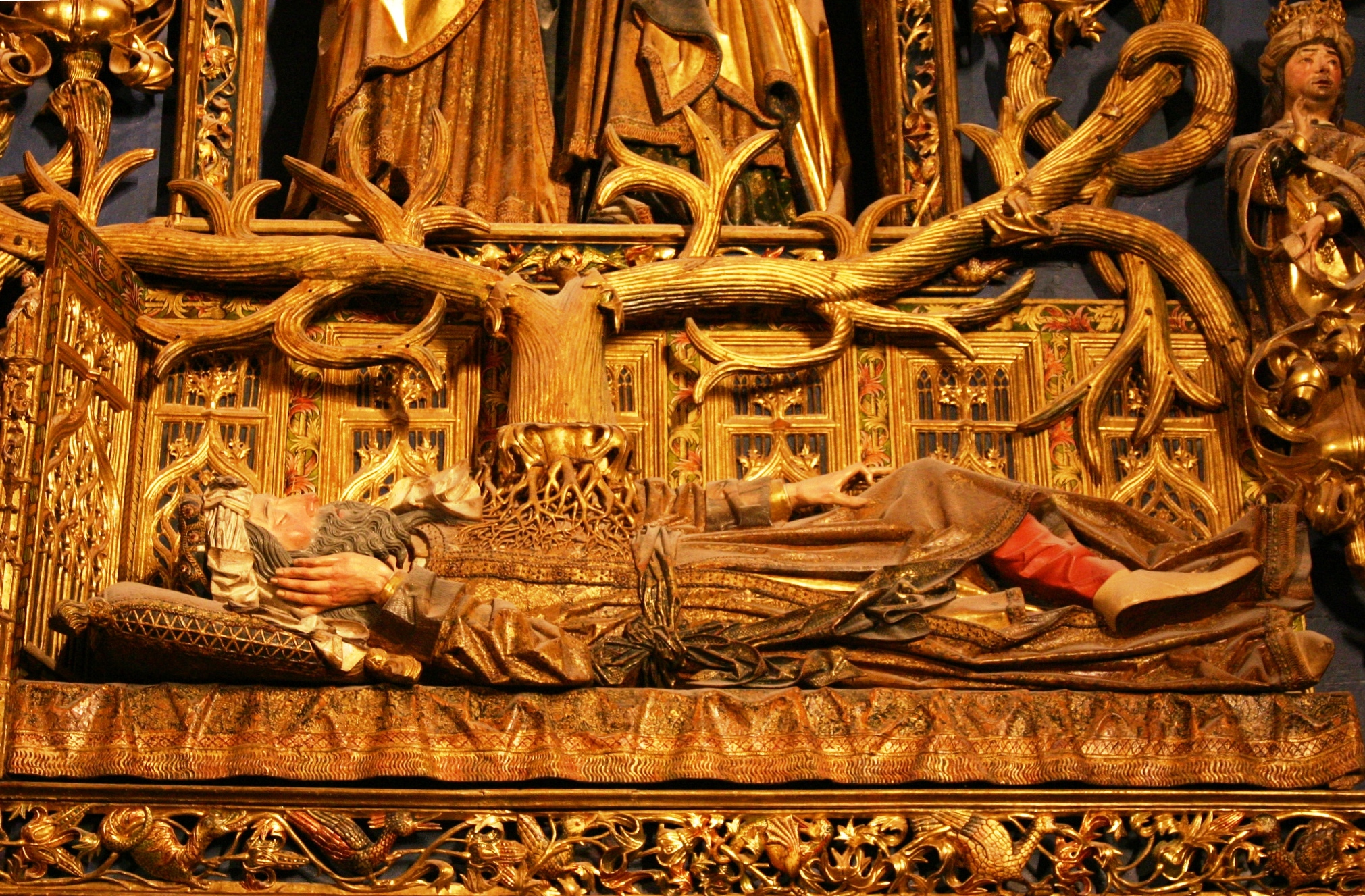
Árvore de Jessé por Gil de Siloé (1486-1492) na Catedral de Burgos. Seguindo a iconografia tradicional, uma árvore cresce brotando de Jessé adormecido.

A quadra é datada do século XVI, época em que se começou a espalhar também pelo Brasil. De facto apresenta várias semelhanças com uma cantiga quinhentista presente no Auto da Feira de Gil Vicente, a Branca estais colorada:
| “ | Em Belém, vila do amor, Da rosa nasceu a flor! Virgem sagrada! Em Belém, vila do amar Nasceu a rosa do rosal! Virgem sagrada! Da rosa nasceu a flor: Jesus, nosso Salvador! Virgem sagrada! Nasceu a rosa do rosal: Deus e homem natural! Virgem sagrada! | ” |

A simbologia utilizada, aparentemente pouco clara, é evidente quando se analisam versões como a de Minas Gerais que principia "De Jessé nasceu a vara". Assim, a letra alude, muito provavelmente à tradicional iconografia cristã da árvore de Jessé. Esta representação deriva, por sua vez, de duas narrativas bíblicas: a sequência da genealogia de Jesus e, principalmente, da promessa de descendência a Jessé:
Et egredietur virga de radice Iesse et flos de radice eius ascendetOriginal (em latim): E sairá uma vara do tronco de Jessé e uma flor brotará da sua raiz.— Isaías 11:1 (em latim)

## Do varão nasceu a vara (Beira Litoral)
A canção tradicional Do varão nasceu a vara, recolhida na Beira Litoral, será porventura a mais conhecida versão musical dos versos. Foi trabalhada por Fernando Lopes-Graça e publicada no seu Cancioneiro Português (1953). É possível que Lopes-Graça a tenha coligido diretamente, ou, mais provavelmente, tenha utilizado a recolha de Pedro Fernandes Tomás que surge na coletânea Canções portuguesas (do século XVIII à atualidade) (1934). De qualquer forma a adaptação de Lopes-Graça, que foi incluída na sua Primeira Cantata do Natal (1950), é hoje uma suas mais famosas obras.
Na verdade, como aponta Pedro Fernandes Tomás, a melodia é uma adaptação popular do famoso hino natalício francês Les Anges dans nos campagnes (hoje conhecida pelo mundo inteiro através da sua versão inglesa Angels We Have Heard on High). Apesar de também esta música ter, segundo alguns autores, origem quinhentista, a combinação das duas em Portugal parece ser posterior ao século XVIII como sugere Tomás.
Outros compositores portugueses também criaram os seus próprios arranjos como Maria de Lourdes Martins e Eugénio Amorim.

### Discografia
- 1956 — Cantos Tradicionais Portugueses da Natividade. Coro de Câmara da Academia de Amadores de Música. Radertz. Faixa 3.[2]
- 1978 — Primeira Cantata do Natal. Grupo de Música Vocal Contemporânea. A Voz do Dono / Valentim de Carvalho. Faixa 3.[2]
- 1990 — Canções tradicionais de Natal. Fernando Cardoso. Polygram. Faixa 3.[7]
- 1994 — Lopes Graça. Grupo de Música Vocal Contemporânea. EMI / Valentim de Carvalho. Faixa 3.[2]
- 1997 — Os melhores coros amadores da região  - Lisboa : vol. III. Lisboa Cantat. Public-art.  Faixa 8.[8]
- 2000 — 1ª Cantata do Natal Sobre Cantos Tradicionais Portugueses de Natividade. Coral Públia Hortênsia. Edição de autor. Faixa 3.[2]
- 2001 — Vozes e espaços. Coro Académico da Universidade do Minho. CAUM. Faixa 9.[9]
- 2003 — Um Natal português. Vários. Numérica. Faixa 3.[6]
- 2008 — Dormindo está um menino. Coro Académico da Universidade do Minho. Numérica. Faixa 4.[10]
- 2012 — Fernando Lopes-Graça  - Obra Coral a capella - Volume II. Lisboa Cantat. Numérica. Faixa 6.[2]
- 2013 — Fernando Lopes-Graça  - Primeira Cantata de Natal. Coro da Academia de Música de Viana do Castelo. Numérica. Faixa 3.[2]
- 2017 — Primeira Cantata de Natal: Fernando Lopes-Graça. Coral de Letras da Universidade do Porto. Tradisom. Faixa 3.

## Do tronco nasceu a rama (Safara)
Do tronco nasceu a rama ou "Menino de Safara" é um cante ao Menino recolhido por Michel Giacometti na freguesia mourense de Safara durante as suas campanhas etnomusicológicas em 1968. O fonograma foi posteriormente transcrito em partitura por Fernando Lopes-Graça para a sua publicação no livro "Cancioneiro Popular Português".